# Pimpinella
|  | Aquest article tracta sobre la planta. Vegeu-ne altres significats a «paloma». |

La pimpinella (Sanguisorba minor) és una planta de la família Rosaceae (Rosàcies) el nom científic de la qual és també Poterium sanguisorba. Vulgarment a aquesta planta també se l'anomena herba dels talls, enciam dels cavallers, pimpinella petita o petinel·la. La subespècie muricata (Sanguisorba minor ssp muricata) se l'anomena herba forrera.
El nom Sanguisorba deriva, probablement, de la paraula llatina sanguis referint-se a la capacitat d'aquesta planta a frenar l'hemorràgia. El nom específic minor s'ha utilitzat probablement per diferenciar-la de la Sanguisorba officinalis, que és més gran de mida que la Sanguisorba minor.
Històricament ha estat una planta que ha rebut nombrosos elogis ja sigui pel seu sabor com pel seu efecte. Era coneguda a Europa i durant les primeres colonitzacions a Amèrica del Nord per part dels anglesos va ser introduïda en la zona nord del continent adquirint gran popularitat.
A més a més de l'ús farmacològic aquesta planta té nombrosos usos culinaris. Al llarg de la història les fulles joves i brots tendres han estat utilitzats com a guarnició d'amanides, patés, refrescos o mantegues per la guarnició de peixos i carns; s'ha utilitzat per preparar sopes, vinagres i s'ha arribat a consumir com una verdura més.
El seu gust recorda al de la nou i fa una olor semblant a la que desprèn el cogombre. És una de les plantes que s'utilitza per preparar la tradicional salsa verda de Frankfurt.

## Ecologia
Es tracta d'una planta molt estesa arreu del món; la podem trobar a l'oest, al centre i al sud d'Europa, al nord-est de l'Àfrica i al sud-oest asiàtic. Ja als Països Catalans la podem trobar a les províncies d'Alacant, Barcelona, Castelló, Girona, Lleida, Tarragona, València i per les Illes Balears.
El seu hàbitat principal és a les vores de camins i erms; en sòls pedregosos, entremig de brolles esclarissades, en ambients oberts i insolats, també en terrenys paleozoics. No es tracta d'una planta gaire exigent quant a necessitats bàsiques. Floreix entre el mes de maig i el mes d'agost principalment.

## Morfologia
Es tracta d'un hemicriptòfit, aquesta forma vital es caracteritza pel fet que els meristemes es troben just arran de terra en l'estació desfavorable. La pimpinella petita és una planta de dimensions de 40 a 90 cm d'alçada (1-4 palmells) i el diàmetre de la tija no és gaire gran, és més aviat una tija prima de tipus ascendent.

### Òrgans vegetatius

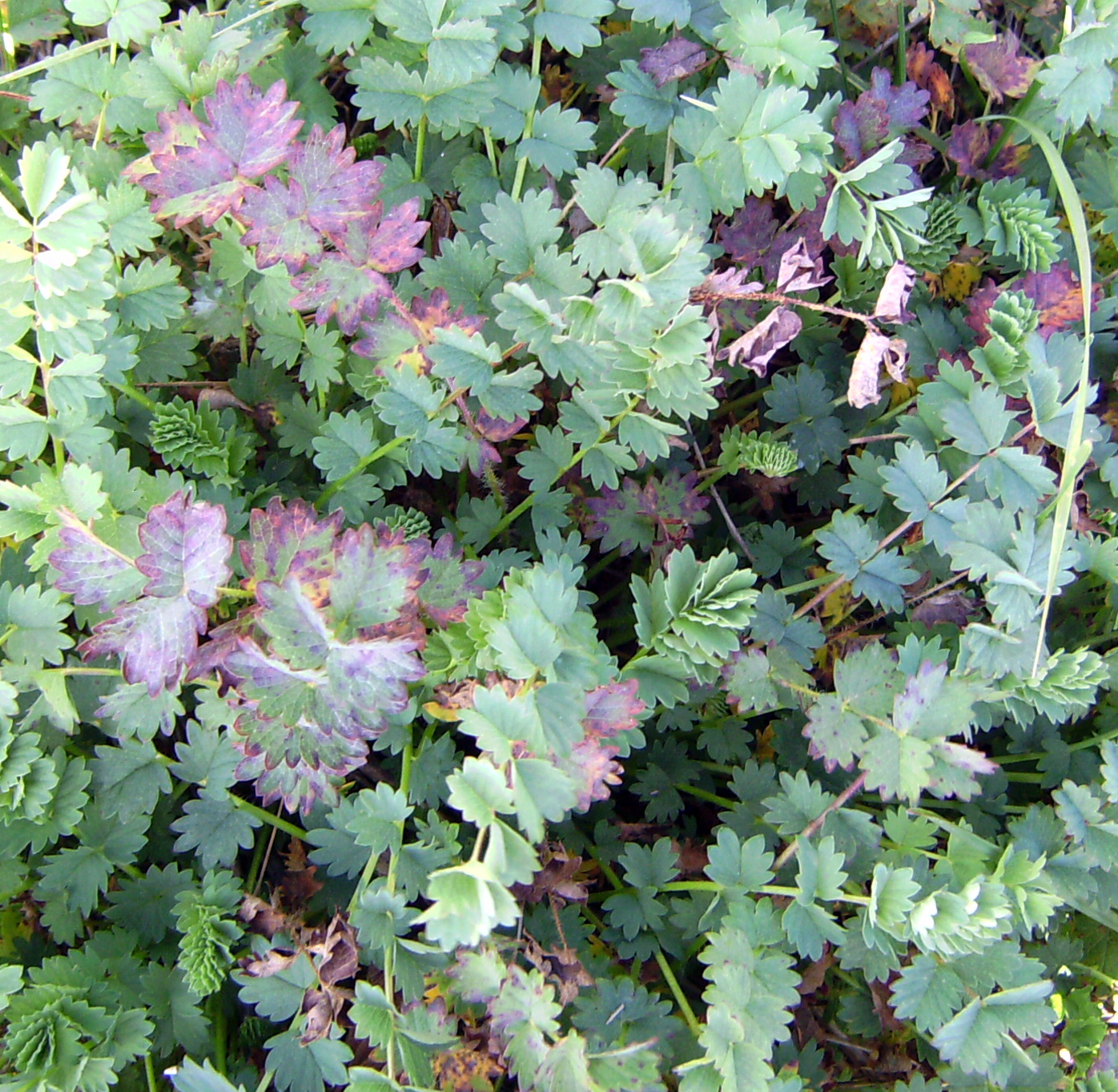
Fulles de pimpinella, el novembre a Castelltallat

La planta es caracteritza per tenir una tija erecta de color rogenc i de consistència herbàcia. És una tija angulosa i ascendent. Les fulles tenen forma el·líptica amb una divisió del marge de tipus dentada o lobada; es pot arribar a considerar que la fulla és de tipus compost tractant-se aleshores de fulles imparipinnades amb un nombre de folíols variable (de 3 a 12 parells). Es tracta de fulles de consistència herbàcia inserides sobre la tija mitjançant pecíols adoptant una disposició alternada les unes de les altres. La tija es caracteritza per sol estar recoberta amb pèls pluricel·lulars o unicel·lulars disposats de manera densa per tota ella que li confereixen un indument pubescent.

### Òrgans reproductors

Flor de la pimpinella a Torà

Es tracta d'una planta hermafrodita a la qual les flors de la part superior de la planta són femenines i les de la base són hermafrodites. Tot i que les flors se solen trobar a l'extrem de la tija es pot apreciar una inflorescència de tipus racemosa en disposició de raïm, ja que encara que s'apilen totes a la zona terminal, la disposició que segueixen es alterna al llarg del segment terminal de la tija. Les flors són petites (1-3 cm de diàmetre) i verdoses. Aquesta planta presenta un periant que a simple vista no és gaire diferenciat perquè corol·la i calze són del mateix color, es tracta d'un color verdós. Examinant la flor es pot veure que la corol·la és dialipètala i que té 4 pètals disposats de forma cruciforme, formant una creu. A l'androceu hi ha nombrosos estams que confereixen a la planta un color rosat en la primavera. Es tracta d'un androceu amb estams molt llargs i poliadelfs els quals tenen un filament força llarg de color rosat. El nombre d'estams és variable. En el gineceu s'aprecia la disposició ínfer de l'ovari. El fruit és un aqueni diminut i sec, una mica llenyós.

## Farmacologia
Farmacològicament s'utilitza la planta sencera. La pimpinella petita conté tanins gàl·lics i catèquics, àcids fenòlics derivats de l'àcid benzoic, àcids para-hidrobenzoic, vaníllic, àcids fenòlics derivats de l'àcid de l'àcid cafèic, orto i para cumàric; flavonoides, kaempferol quercetina, esteroides, beta-sitosterol, resina
Té usos tradicionals, en casos de diarrea aguda: tractament de la diarrea aguda d'origen bacterià o no. Afeccions bucofaríngies com: estomatitis o faringitis. En forma de gargarismes. Afeccions dèrmiques com dermatitis, dermatitis seborreica, lesions cutànies, úlcera cutània o psoriasi. És ntidiarreic, degut a l'efecte astringent dels tanins i astringent dermatològic, els tanins de la sanguisorba s'uneixen a les proteïnes i les precipiten, oferint un efecte astringent de la pell i formant un capa protectora. Les reaccions adverses de Sanguisorba minor són rares i lleus. Rarament pot produir gastràlgia i gastritis degut als efectes irritants dels tanins. I excepcionalment o en pacients propensos, es pot generar una úlcera pèptica.

## Cultiu
Les fulles de la Sanguisorba minor resisteixen bé fins ben entrat l'hivern i tornen a aparèixer de nou a principis de la primavera, es consideren gairebé perennes. És una planta que viu millor a terrenys calcaris a llocs resguardats i amb sol. Es pot cultivar mitjançant llavors a la primavera o per divisió d'arrels a la tardor. Se sembren en fileres a 25 cm de distància entre elles.